# Прессер, Теодор
Теодор Прессер (англ. Theodore Presser; 3 июля 1848, Питтсбург — 28 октября 1925, Филадельфия) — американский издатель и меценат, основатель издательства Theodore Presser Company.
Сын немецкого иммигранта, прибывшего в США из города Отвайлер. В двухлетнем возрасте потерял мать, в десятилетнем — отца. Работал на отцовской фабрике по производству клея, в годы Гражданской войны — на литейном производстве, изготавливавшем пушечные ядра. В 16 лет поступил на работу в музыкальный магазин, после чего решил связать свою жизнь с музыкой. Недолгое время учился в Консерватории Новой Англии, где сдружился с Джорджем Уайтфилдом Чедуиком.
Преподавал фортепиано в различных учебных заведениях, в 1876 году возглавил отделение музыки Уэслианского женского колледжа Огайо, годом позже влившегося в Уэслианский университет Огайо. В том же году провёл в колледже учредительную конференцию Национальной ассоциации музыкальных педагогов, избравшей Эбена Турже президентом, а самого Прессера секретарём-казначеем. В 1878—1880 гг. завершил музыкальное образование в Лейпцигской консерватории под руководством Бруно Цвинчера (фортепиано), Карла Райнеке и Саломона Ядассона (теория). Вернувшись в США, в 1880—1883 гг. возглавлял женский колледж в Роаноке.
Решив посвятить себя издательскому делу, в 1883 г. переехал в Линчберг и основал журнал The Etude, первоначально предназначенный для фортепианных педагогов. Со следующего года перенёс издание в Филадельфию. В 1884 г. в дополнение к журналу начал издавать ноты. Бизнес пошёл в гору, уже в 1903 году для нужд издательства пришлось приобрести пятиэтажное здание, а в 1912 году для компании было специально построено уже десятиэтажное здание. К 1913 году каталог издательства Прессера включал около 10000 произведений, в 1923 году в издательстве работало 342 сотрудника. В 1895—1921 гг. Прессер выпустил несколько собственных учебных пособий по фортепианной игре.
Как благотворитель Прессер в 1906 году открыл в Филадельфии Дом для престарелых музыкантов. В 1916 году был создан благотворительный Фонд Прессера, наряду с поддержкой дома престарелых присуждавший множество стипендий студентам-музыкантам по всей стране и субсидировавший сооружение концертных залов в небольших колледжах.
Умер от сердечного приступа. Поскольку и первая, и вторая жена Прессера скончались раньше него, всё его состояние отошло в созданный им фонд.